# Заднепровский, Леонид Сергеевич
Леонид Сергеевич Заднепро́вский (1904—1971) — советский украинский актёр. Заслуженный артист УРСР.

## Биографические данные
Родился 26 июля (8 августа) 1904 года в Гадяче (ныне Полтавская область, Украина)
В 1934—1951 годах (с перерывом) работал в Днепропетровском украинском драматическом театре.
В 1946—1947 годах — работал в КУАДТ имени И. Я. Франко.
В 1952—1966 годах — работал в ОУДТ.
Умер 7 мая 1971 года в Одессе (ныне Украина).

## Семья
Сын — актёр Киевского национального академического театра имени Ивана Франко Николай Заднепровский (1940—1997), внук — актёр Киевского академического театра драмы и комедии на левом берегу Днепра Владимир Заднепровский (род. 1959).

## Роли
- «Украденное счастье» И. Я. Франко — Михаил Гурман
- «Дай сердцу волю, заведет в неволю» М. Л. Кропивницкого — Никита
- «Василиса Мелентьева» А. Н. Островского — Иван Грозный

## Награды и премии
- орден «Знак Почёта» (24.11.1960)
- Заслуженный артист Украинской ССР (1943)
- Сталинская премия третьей степени (1952) — за спектакль «Навеки вместе» Л. Д. Дмитерко, поставленный на сцене ДУАДТ имени Т. Г. Шевченко